# Права человека в Вануату
Права человека в Вануату — права, закреплённые Конституцией Вануату и международными договорами.
Республика Вануату — парламентская республика с населением около 260 000 человек.
В целом, правительство уважает права своих граждан, но есть ряд проблем, касающихся прав женщин, условий содержания в тюрьмах, коррупции и доступа к образованию. В 2009 году Совет по правам человека ООН провёл оценку прав человека в Вануату. В ходе проверки были выявлены проблемы. В Вануату получили рекомендации, которые информировали республику о том, как улучшить ситуацию с правами человека.

## Международные договоры
В 1980 году Вануату стала членом Организации Объединенных Наций, это произошло сразу после получения независимости. Вануату ратифицировала пять из девяти основных договоров по правам человека, включая Конвенцию о ликвидации всех форм дискриминации в отношении женщин, Конвенцию о правах инвалидов, Конвенцию о правах ребенка, Международный пакт о гражданских и политических правах и Конвенцию против пыток. Вануату ратифицировала ряд конвенций Международной организации труда, которые направлены на защиту и соблюдение прав работников. Вануату также ратифицировала некоторые дополнительные протоколы (в том числе о правах ребёнка)

## Права женщин
Есть ряд проблем, касающихся прав женщин. Известно о насилии в семье, несмотря на отсутствие текущей статистической информации. Согласно статистике, нападение — основная форма физического насилия в период с 1988 по 2002 года. По данным прокуратуры, в 2002 году, мужчины были ответственны за 62 % незаконных нападений на женщин. Женский центр Вануату с момента своего создания в 1992 году в порт-Виле столкнулся с 2 954 случаями бытового насилия. Сведения о насилии не всегда доходят до полиции, особенно в сельских районах. Это происходит из-за культурных норм, стереотипов, предрассудков и отсутствия доступа к городским центрам и медицинским учреждениям.
По закону женщины имеют равные права с мужчинами, однако традиционная культура Вануату иногда противоречит этому. Часто проводится выкуп невесты, во время которого жених или его семья дают деньги семье невесты в обмен на ее руку в браке. Несмотря на отмену минимальной цены 800 000 вату, практика по-прежнему широко распространена и фактически устанавливает цену женщинам, таким образом оправдывая насилие над ними.
Женщины также подвергаются дискриминации в отношении собственности на землю. Хотя право собственности на землю не запрещено законом, традиция запрещает женщинам владеть землёй. В 2009 году сообщалось, что женщины заключили 28 % от общего количества договоров аренды в Вануату.
В 2009 году в Вануату приняты рекомендации, сформулированные в рамках обзора Совета по правам человека. Рекомендации заключались в том, чтобы Вануату продолжала стремиться к выполнению Конвенции о ликвидации всех форм дискриминации в отношении женщин, а также других конвенций в области прав человека. Руководству Вануату необходимо предпринять дальнейшие действия по борьбе с дискриминацией и по обеспечению равенства различных полов.

### Насилие в семье
Вануату продвинулась в защите прав женщин путем принятия закона «О защите семьи» в 2008 году. Цель закона — «обеспечить наказание насильника и защитить семью». Согласно закону, нарушителям грозит пять лет лишения свободы и/или штраф до 100 000 вату.. Правительство создало подразделение по защите семьи, назначение которого — решение семейных проблем. Полиция имеет весьма обширные возможности для открытия дела о насилии.

## Условия содержания в тюрьмах
Были вопросы, связанные с содержанием заключенных в Порт-Виле и Луганвиле. Увеличилось количество тюрем, в результате перенаселенности и низкого уровня безопасности это привело к целому ряду побегов. В 2006 году правительство выпустило 52 заключенных, причём только потому, что в тюрьмах условия содержания не соответствовали требуемым.
В декабре 2008 года был опубликован подробный доклад о нарушениях прав человека со стороны сотрудников исправительных учреждений и полиции. Доклад охватывает широкий круг вопросов, такие как «незаконный арест и незаконное содержание под стражей, право на жизнь, личную неприкосновенность, свободу, плохие условия жизни, антисанитария, отказ в медицинской помощи, незаконное применение наказаний, отказ предоставить возможность посетить родственников». После доклада Министерства юстиции и социального обеспечения назначило комиссию для расследования утверждений, содержащихся в докладе.
В 2009 году в Вануату приняли эти рекомендации. Руководством страны было решено принять меры и продолжить работу по улучшению условий содержания в тюрьмах и центрах содержания под стражей. Согласились также с рекомендацией поддержать дальнейшее обучение полицейских в области прав человека. Поощряется регулярный и независимый мониторинг мест содержания под стражей. Руководству страны необходимо сделать так, чтобы заключённые могли пожаловаться на нарушения прав. Приняты рекомендации, связанные с расследованием жалоб на нарушение прав человека.

## Коррупция
Есть проблемы, связанные с коррупцией. Канцелярии омбудсмена и генерального аудитора являются ключевыми правительственными учреждениями, отвечающими за борьбу с государственной коррупцией. Основными причинами коррупции в Вануату выступают два вида причин. Первый вид — экономические причины, чиновник может использовать государственные активы, выделенные ему, для личной выгоды. Второй вид — политические причины, министр может использовать свою власть, чтобы назначить людей из своей партии на конкретный пост.
Правительство Вануату ввело механизмы для решения проблем с коррупцией. В кодексе 1998 года запрещается использование государственных средств в личных целях и подкуп должностных лиц. Согласно кодексу лицам также запрещено занимать любые государственные должности, если это мешает выполнять обязанности.
Кодекс также определяет роль омбудсмена. Его цель — уголовное преследование руководителей, которые были уличены в нарушении кодекса.
С момента появления должности омбудсмен подготовил ряд докладов, которые критиковали правительственные учреждения и чиновников. Возникают опасения по поводу того, что по итогам некоторых докладов не возбуждались уголовные дела. В основном это обусловлено законом и правилами ведения судопроизводства, касающимися доказательств. Дело не возбуждается, если доказательства омбудсмена оказались недостаточно убедительными. Это уменьшило власть омбудсменов. Происходит крайне мало случаев, когда прокурор обвиняет чиновника после доклада омбудсмена и доказывает вину. Нет закона о том, какую именно информацию суд предоставляет прессе, поэтому часто новостные издания недовольны ответами от правительства.
В 2009 году в Вануату приняли рекомендации, которые были высказаны авторами обзора. Рекомендовалось продолжить укрепление роли омбудсмена, в том числе дать ему возможность следить за результатами расследования и выделять больше средств, чтобы обеспечить более активное уголовное преследование людей, которые предположительно участвовали в коррупционных актах.

## Образование
Есть несколько существенных проблем в сфере образования. Хотя правительство подчеркивает важность прав и благополучия детей и в 2010 году проводило политику бесплатного и всеобщего образования, посещение школы не является обязательным. Посещаемость в начальной школе одинакова среди мальчиков и девочек, но в старших классах больше мальчиков, чем девочек. Довольно большая часть населения неграмотна.
Существуют также опасения в отношении людей с ограниченными возможностями. Им тяжело получить образование.
В 2009 году по итогам обзора делегация рекомендовала Вануату содействовать повышению осведомленности о важности воспитания детей. В Вануату согласились с этой рекомендацией. Однако государство не согласно с тем, что родителей, которые не смогли отправить своих детей в школу, нужно наказывать.